# Parasymbellia bifida
Parasymbellia bifida är en insektsart som beskrevs av Marius Descamps 1964. Parasymbellia bifida ingår i släktet Parasymbellia och familjen Euschmidtiidae. Inga underarter finns listade i Catalogue of Life.